# SOLINFTEC
A Solinftec é uma empresa global especializada no fornecimento de tecnologias para o agronegócio. A empresa está sediada em Araçatuba, São Paulo, Brasil.

## Histórico
Em 2007, a Solinftec foi fundada por um grupo de engenheiros de automação cubanos em Araçatuba, Brasil. Inicialmente, a Solinftec se concentrou no desenvolvimento de soluções para a indústria de açúcar e etanol, que é um setor importante no Brasil e hoje cobre as principais culturas, como culturas em linha e de plantas perenes. O primeiro produto da empresa foi um sistema de monitoramento de máquinas que permitia que as usinas de açúcar e etanol otimizassem seus processos de produção, enviando informações em tempo real.
Em 2011, a empresa desenvolveu a primeira solução de rastreamento para certificação de origem de produção. Criação do Certificado Digital de Cana-de-Açúcar.
Em 2012, lançamento da Otimização da Colheita da Cana-de-Açúcar (fila única). Um sistema que, por meio de sensores e algoritmos, gera eficiência na distribuição de tratores e caminhões nas áreas de colheita da cana-de-açúcar, promovendo reduções substanciais de custos na operação.
Em 2013, a empresa desenvolveu a SolinfNet, uma rede de comunicação entre dispositivos que permite a transmissão de dados em regiões remotas onde não há conexão com a internet.
Em 2016, a Solinftec fechou a rodada de investimentos Série A e, de 2017 a 2018, recebeu investimentos não divulgados da TPG e da Agfunder.
Em abril de 2018, a Solinftec apresentou sua assistente virtual, Alice, que ajuda a controlar qualquer processo no campo.
Em 2019, a Solinftec ganhou o Prêmio AgFunder em San Francisco, California considerado o ‘Oscar Global da AgTech’ como a startup internacional mais inovadora na categoria Farm Tech (Tecnologia Rural).
Em 2020, a Solinftec recebeu um investimento de US$ 40 milhões em uma rodada série B.
Em 2022, a empresa lançou o Solix Ag Robotics, um robô que analisa a saúde das plantas e avalia seu conteúdo nutricional, procura ervas daninhas e evidências de danos causados por insetos. Além disso, o dispositivo monitora o estado de todo o ecossistema do campo.
A Solinftec atende os maiores grupos do agronegócio como Cofco Agri, Biosev, Raízen, Usina Coruripe, Bunge, Tereos, Atvos, Amaggi, Bom Jesus, Fazendas Bartira, Grupo Bom Futuro, SLC Agrícola, LDC Juice, AgroTerenas, etc.

## Solix AG Robotics
Em 2021, a empresa lançou o Solix Ag Robotics, um robô 100% autônomo com 4 painéis solares que analisa a saúde das plantas e avalia seu conteúdo nutricional, procura ervas daninhas e evidências de danos causados por insetos. Além disso, o dispositivo monitora o estado de todo o ecossistema do campo, levando informações em tempo real para o produtor.
A plataforma tem 3 principais funcionalidades mencionadas abaixo:
- Scouting: Como o Solix funciona 24 horas por dia, 7 dias por semana, ele coleta dados em tempo real do campo com informações como: infestação de insetos, nutrição das plantas, doenças, densidade das plantas, população das plantas, tipos de pragas, etc.
- Sprayer: Com aplicações de pulverização direcionadas, o Solix identifica ervas daninhas em estágios iniciais e as elimina a cada 7 dias, quando elas emergem novamente, usando até 95% menos herbicidas.[21]
- Hunter: Com diferentes comprimentos de onda de luz, o Solix é capaz de atrair e eliminar insetos por todo o campo sem utilizar qualquer tipo de inseticida.[22]

Além de todas as funcionalidades acima, o uso do Solix evita compactação de solo, pois é um dispositivo leve que anda a 1,60 km por hora no campo, tendo visualização assertiva do que acontece no campo.

## Estrutura
A AgriTech tem mais de 800 funcionários em todo o mundo, 330 apenas em pesquisa e desenvolvimento. No Brasil, além de sua sede, possui mais sete escritórios em diferentes partes do país, Sinop, Nova Mutum e Querência, no Mato Grosso, Luiz Eduardo Magalhães, na Bahia, e Balsas, no Maranhão.
No total, a empresa opera em mais de 10 países. Desde 2019, foi inaugurada em West Lafayette, Indiana, EUA, em parceria com o renomado Center for Food and Agricultural Business (Centro de Alimentos e Agronegócio) da Universidade Purdue.
A empresa também tem um escritório em Saskatchewan, Canadá, e um centro de pesquisas em Shenzhen, sudoeste da China.
Em Cali, Colômbia, o escritório serve como um polo para a América Latina, onde a empresa opera em seis países.